# Strupen (Resele socken, Ångermanland)
Strupen är en sjö i Sollefteå kommun i Ångermanland och ingår i Ångermanälvens huvudavrinningsområde.